# Adlercreutz regemente
Adlercreutz regemente var ett värvat infanteriförband inom svenska armén som verkade i olika former åren cirka 1803–1808.

## Historia
Förbandet sattes upp i maj 1803 i södra Finland som Nya jägarregementet. Namnet ändrades senare till Finska värvade fotjägarregementet eller Nya jägarregementet. Den 10 september 1804 utnämndes Carl Johan Adlercreutz till regementschef och regementet fick då sitt slutliga namn. Regementet bestod av fyra bataljoner med inledningsvis ca 2 000 man fördelade på 13 kompanier. Ett av dem, Elimä kompani eller Livkompaniet, hade 200 man, övriga 150 man vardera. Övriga kompanier var uppkallade efter orterna Kangasala, Nummis (från 1805), Tavastehus, Gustav Adolfs, Luopiois,  Borgå, Asikkala, Hattula, Orimattila, Hollola (från 1805) och Laukas. År 1805 överfördes det 200 man starka Elimä kompani till Nylands jägarbataljon. Regementet var i början av 1800-talet den största värvade truppenheten i Finland och värvades främst i Nylands och Tavastehus län och i Kymmenegårds län. Vid Finska krigets utbrott i februari 1808 förlades regementet till Helsingfors, men då starka ryska kejserliga trupper närmade sig förlades regementet runt den 2 mars 1808 till garnisonen på Sveaborg.
Efter Sveaborgs fall den 3 maj 1808 upplöstes regementet. Efter den svenska kapitulationen på Sveaborg så lovade den ryska armén i kapitulationsaktens 18 paragraf att alla svenska officerare och manskap skulle få kvarstanna i Finland till krigsslutet. Då ryssarna bröt detta löfte, och istället ville föra officerarna till Ryssland kände sig flera inte bundna av kapitulationen, utan flydde och anslöt sig till den Svenska armén igen. Bland dem som gjorde detta var kaptenen Florus Toll, sekundadjutanten Carl Silfversvan samt adjutanten Carl Gustaf Jack. De som inte flydde fördes till den ryska staden Velikij Ustjug som låg 1614 verst (ca 172 mil) från Sankt Petersburg.

## Heraldik och traditioner

### Regementsfanan
Fanan fastställdes i Stralsund av kung Gustaf IV Adolf den 4 december 1803, och den beskrivs som följer:
| ” | Lif fanan blifver Hvit i likhet med öfriga Regtes fanor. De öfrige blifva fyrdelade på sätt ritningen utvisar. Det röda är cramoisie, det gula är chamois. Uti Ovalen som är Hvit omgifven af en grön Krans, Broderad samma teckning som finnes uti Regementets Knappar. | „ |

År 1811 övertogs regementets fanor av det nybildade Södra skånska infanteriregementet.

### Framstående personer vid regementet
- Carl Gustaf Jack - adjutant, som flydde efter Sveaborgs kapitulation för att fortsätta striden mot Ryssland.
- Carl Silfversvan - sekundadjutant, som flydde efter Sveaborgs kapitulation för att fortsätta striden mot Ryssland.
- Florus Toll - kapten, som flydde efter Sveaborgs kapitulation för att fortsätta striden mot Ryssland.
- Gustaf Carl Palmfelt - kapten, under Sveaborgs belägring befälhavare på Västersvartö, därefter i rysk fångenskap och sedan rysk överste.[7]

## Förbandschefer
- 1803–1804: ???
- 1804–1808: Carl Johan Adlercreutz

## Namn, beteckning och förläggningsort
| Nya jägarregementet/Finska värvade fotjägarregementet | 1803-??-?? | – | 1804-09-09 |
| Kungliga Adlercreutska regemente                      | 1804-09-10 | – | 1808-05-03 |

| Södra Finland | 1803-??-?? | – | 1808-03-01 |
| Sveaborg (F)  | 1808-03-02 | – | 1808-05-03 |

## Bilder

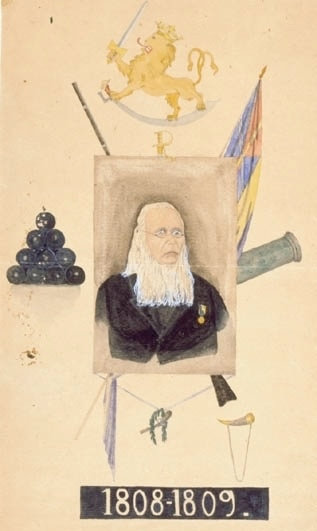
Regementets adjutant Carl Gustaf Jack.